# Barauli
Barauli là một thành phố và là một khu vực quy hoạch (notified area) của quận Gopalganj thuộc bang Bihar, Ấn Độ.

## Địa lý
Barauli có vị trí 26°24′B 84°35′Đ / 26,4°B 84,58°Đ Nó có độ cao trung bình là 65 mét (213 foot).

## Nhân khẩu
Theo điều tra dân số năm 2001 của Ấn Độ, Barauli có dân số 34.643 người. Phái nam chiếm 49% tổng số dân và phái nữ chiếm 51%. Barauli có tỷ lệ 41% biết đọc biết viết, thấp hơn tỷ lệ trung bình toàn quốc là 59,5%: tỷ lệ cho phái nam là 53%, và tỷ lệ cho phái nữ là 29%. Tại Barauli, 20% dân số nhỏ hơn 6 tuổi.